# Calamiana illota
Calamiana illota é uma espécie de peixe da família Gobiidae e da ordem Perciformes.

## Habitat
É um peixe de clima tropical e demersal.

## Distribuição geográfica
É encontrado no Oceano Pacífico ocidental central: Singapura, Tailândia, Brunei e nas Filipinas.

## Observações
É inofensivo para os humanos.